# Грађански рат у Византији (1373–1379)
Осма деценија 14. века обележена је у Ромејском царсту сукобима за царски престо унутар владајуће породице Палеолог. Окосницу тог сукоба чинили су цар Јован V Палеолог (1341-1376, 1379-1390, 1390-1391) и његов најстарији син Андроник (IV) Палеолог (1376-1379, рођ. 11. априла 1348)- по устаљеном обичајном праву примогенитуре, проглашен за василевса и очевог савладара већ у раном детињству (између 1350. и 1355. године).
Сукоб се одвијао у условима сложених спољнополитичких околности, диктираних силовитом експанзијом младе османске државне творевине, с једне, и политичко-трговинским интересима међусобно жестоко сукобљених италијанских република, Венеције и Ђенове, с друге стране, а у сенци суморне слике свеопштег пропадања Ромејског царства, територијално минимизираног и дезинтегрисаног на неколико међусобно неповезаних целина, а након катастрофалног пораза српских великаша код Черномена на Марици (29. септембар 1371), и вазално формално потчињеног Османској држави.

### Увод
Отворени сукоб између оца и његовог прворођеног сина-савладара и престолонаследника избио је на пролеће 1373. године када се двадесетпетогодишњи Андроник побунио против свог, само шеснаест година старијег, оца. Међутим, такав развој догађаја наговештен је и у ранијим временима када је млади Андроник више пута демонстрирао своју породичну и политичку непослушост. Приликом повратка цара Јована V из Угарске и његовог понижавајућег „заточења” у Видину 1366. године, када је бугарски цар Јован Александар (1331-1371), иначе таст младог Андроника, забранио цару повратак кроз бугарске земље. За то време, Анроник, на свом првом озбиљнијем постављењу, као привремени регент у Цариграду, није учинио ништа како би помогао оцу. Други пут, догодила се слична ситуација приликом недаћа Јована V да се из Венеције врати у своју престоницу 1370/1. године, када се Андроник, поново у улози регента, оглушио о очев апел да плати дугове и трошкове његовог пута. Такође, није на одмет поменути и чињеницу да се у једном делу историографске научне јавности млади цар-престолонаследник, барем на теоретском плану, доводи у неразјашњену везу са тзв. „Завером архоната”, рутински сузбијеном, замагљеном и, по свој прилици, епизодном догађају, упереном против тек пристиглог цара Јована V, који се збио крајем 1371. године.
Сви горенаведени догађаји јасно указују на незанемарљиве пукотине у односима два ромејска владара, које, не само што су трагичарски окарактерисале дешавања унутар владајуће породице Палеолог за више деценија у другој половини 14. века, већ су интензивирале, ионако споља већ изазвано и ,самим тим, неумитно, растакање и хеморагију дезинтегрисаног Ромејског царства у егзистенцијалној агонији. Међутим, властољубив и плаховит, престолонаследник Андроник одлучио се за коначну и отворену побуну тек на пролеће 1373. године, за време новог одсуства свог оца, који је, бивајући вазал, био у војној пратњи османског емира Мурата I (1362-1389) приликом његовог ратног похода у Малој Азији.

### Побуна Андроника Палеолога 1373. године
Андроник се маја 1373. године придружио европској побуни најстаријег сина Мурата I, Сауџи Челебије, која је имала истоветни циљ – збацивање са власти Мурата I у корист његовог првенца. Захваљујући одлучној и енергичној интервенцији емира, снага бунтовника скршена је у бици код Пикридије (недалеко од Цариграда) 25. маја. За разлику од Челебије, који је наставио да пружа отпор свом оцу још неко време, Андроник се након пет дана предао Јовану V. Пошто је убрзо савладан и Челебија, Мурат I је захтевао од свог покорног вазала да оба виновника буду истоветно и примерено кажњена – ослепљивањем. За разлику од емира, цар Јован V показивао је знаке милости и сажаљења према свом првенцу коме је и раније више пута праштао и указивао родитељску наклоност. Но, воља неумољивог емира морала је да се испоштује. И док је Мурат I над својим сином извршио казну у потпуности (од чијих последица је Сауџи Челебија убрзо и умро, а можда и био убијен), казна над Андроником и његовим трогодишњим сином Јованом (рођ. око 1370) очигледно је извршена непотпуно. О томе сведоче у рукописној традицији сачуване легенде, затим сведочанства путописаца о процесу лечења задобијених озледа, али и чињенице о познијим ступањима на царски престо Андроника и његовог сина Јована. Они су затим, заједно с Андрониковом супругом Маријом-Керацом (ћерком помињаног бугарског цара Јована Александра), протерани прво на Лемнос, а затим заточени у злогласну кулу Анема у оквиру царске палате Влахерна у Цариграду, где су провели три године, до лета 1376.

#### Последице и мотиви побуне
Непосредна и логична последица Андроникове побуне било је одузимање његовог царског достојанства и уклањање са положаја очевог престолонаследника. За цара и престолонаследника, Јован V крунисао је, 25. септембра 1373. године, свог другог сина из брака са царицом Јеленом (Кантакузин) – Манојла (рођ. јуна 1350) –  показало се, увек и до краја верног своме оцу. Иако логичан и са политичког аспекта оправдан, овај потез начинио је преседан у владарској традицији породице Палеолог да прворођени син наслеђује царски престо, што је у наредним годинама и деценијама отворило пут мучним и далеко непотребним породичним сукобима у ионако до крајности напрегнутој, рекло би се - безизлазној ситуацији у којој се нашло Ромејско царство.
Када је реч о мотивима побуне Андроника против свог оца, сигурно је да се један од одлучујућих тиче психолошког профила саме престолонаследникове личности. Међутим, уколико се окренемо сфери политичког, долазе до изражаја и неке могуће претпоставке, јер код тако крупних и радикалних опредељења, личне амбиције јесу важан, али не и довољан подстрек. Крах дипломатске политике цара Јована V усмереног на стварање антитурске коалиције западних држава, која би Ромејима требало да донесе дуго очекивано ослобођење од стега исламске инвазије, заговарање непопуларне уније са римокатоличком црквом и царево лично прихватање католичанства у Риму (21. октобар 1369), истрајна секуларизација црквене имовине зарад прибављања средстава за одбрану од Османлија (унапред осуђену на пропаст), социјални немири у престоници... Све су то могући подстицаји који су престолонаследника Андроника могли навести на „тражење упоришта у антилатинској партији”, негативно опредељеној према његовом оцу.

### Бекство из заточеништва и узурпирање власти

#### Бекство
Историјској науци остају непознати објективни разлози премештања заробљеника Андроника и његове породице из тамнице у кули Анема, где су провели непуне три године (1373-1376), у слабије обезбеђени престонички манастир Кавлеас. Како било, то је тренутак када долази до неочекиваног преокрета, када италијанске трговачке империје, Венеција и Ђенова, у трагичном породичном сукобу у Цариграду виде прилику за остварење својих интереса. Тренутак када чланови владајуће династије Палеолог непосредно постају марионете у служби страних интереса.
Будући интересно витално угрожени због одлуке цара Јована V да Млецима, због неисплаћених дугова и заложених царских драгоцености, након дугих и заморних преговора, поведених још током боравка у Венецији 1370/71. године и вођених у наредних неколико година, уговором (мај/јун 1376) условно уступи геостратешки веома важно острво Тенедос на улазу у дарданелски теснац, Ђеновљани, млетачки највећи непријатељи, одлучили су да подрже ствар заточеног Андроника. Помогли су му да, јула 1376, из слабо обезбеђеног манастира заједно са породицом пребегне у ђеновљанску Галату, прекопута Златног рога. Властољубиви и дарежљиви Андроник врло брзо је успео да значајним обећањима у виду територијалних концесија обезбеди подршку, не само Ђеновљана, већ и, много битнијег, османског емира Мурата I, за свој наум о преузимању власти у Цариграду. Док је Ђеновљанима за помоћ обећао речено острво Тенедос, Мурату I загарантовао је повраћај Галипоља, којег је пустоловни Амадео VI Савојски, ујак Јована V, преотео од Турака 1366. године и вратио Ромејима.

#### Узурпирање власти
Свесрдно подржан и помогнут од стране Ђеновљана и лукавог Мурата I, Андроник је, након једномесечне опсаде, успео да, 12. августа 1376,  продре у Цариград, збаци свог оца, цара Јована V, са престола и да га заједно са још двојицом млађе браће, престолонаследником Манојлом и најмлађим Теодором, заточи у исту ону кулу Анема (окобар 1376) у којој је са својом породицом провео скоро три године живота. Отпочео је период суморног трогодишњег тамновања (октобар 1376 - јун 1379) цара Јована V Палеолога и његових млађих синова (трећи по старости син од четворице, деспот Михаило, убијен је 1376/7. године).

##### Територијалне концесије новог цара
Одмах по освајању власти, Андроник IV Палеолог (1376-1379) прегао је да испуни своја обећања. Већ крајем августа, уступио је Тенедос Ђеновљанима, док се, у октобру, обрео на двору емира Мурата I, када се претпоставља да је Османлијама уступљено стратешки важно Галипоље. Док су Турци одмах запосели оно што су добили и тиме све више сужавали обруч око Цариграда и коначно успешно премостили своје азијске и европске провинције, Ђеновљани нису могли да загосподаре датим им острвом, услед жестоког отпора Млечана и противљења локалних житеља који су им добровољно предали острво (октобар 1376). Неуспешни покушај Ђеновљана да, у спрези са Андроником IV, након различитих покушаја и притисака, блокадом и снажним поморским нападом на силу заузму Тенедос (октобар-новембар 1377), иницирао је избијање крвавог ратног сукоба између две највеће италијанске поморске силе – тзв. „Кјођански рат” (1378-1381).

##### Крунисање
Управо у време припрема за напад на Тенедос, Андроник IV крунисао се и формално за ромејског цара (18. октобар 1377), док је свом сину Јовану, дечаку од седам година, доделио титулу и положај цара-савладара. Као сведочанство своје повраћене власти, нови цар је ковао и сопствени новац. У раздробљеном и на колена баченом Ромејском царству, појавила су се четири цара. Услед новонастале „пометње у редоследу наслеђивања престола”, врата будућим неспоразумима и унутардинастичким сукобима широм су отворена.

### Заточеништво Јована V Палеолога (1376-1379)
Од епизода вредних помена из трогодишњег тамновања василевса Јована V и његових млађих синова, вреди поменути неколико. Према сачуваним литерарним сведочанствима самог Манојла (II) Палеолога (1391-1425), тамнички услови живота нису били нимало лаки ни пријатни. Међутим, то није био довољни разлог најмлађем од њих, Теодору, да прихвати понуду свог брата Андроника да, будући најмлађи, буде ослобођен. Не желећи да напусти свог оца и брата, Теодор се одлучио да заједно са њима дели тамничку судбину. Други сличан пример породичне љубави и пожртвовања тиче се приче о покушају организовања бекства Јована V од стране венецијанског пустолова Карла Зена (вероватно у октобру 1376), које би можда и било успешно да отац-цар није одустао плашећи се за судбину својих млађих синова знајући плаховиту и осветољубиву Андроникову нарав.

### Повратак на престо Јована V (1379)
Ипак, дошавши на крилима подршке спољних чинилаца, Андрониково одржање власти у Цариграду непосредно је зависило од њихових несталне ситуационе користи и стратешких потреба. Иако заточен, Јован V је ипак успео да ступи у контакт, вероватно уз помоћ својих савезника Млечана, са Муратом I. Под неразјашњеним околностима, он је, заједно са Манојлом и Теодором, такође највероватније уз помоћ Млечана, побегао из заробљеништва у Цариграду (јун 1379). Провевши кратко време у Скутарији (дан. Ускудар, прекопута Цариграда на малоазијској обали Босфора), цар-бегунац се врло брзо са својим синовима обрео на двору емира Мурата I. У поведеним преговорима за добијање Муратове подршке, цар Јован V обећао је емиру повећање ромејског годишњег данка и броја вазалних војних трупа. Такође, пимињано је и уступање Филаделфије, последњег истрајног ромејског упоришта у Малој Азији. Понизно и несебично тргујући сопственом кожом, цар је успео да преокрене точак среће. Уз помоћ Турака и Млечана, успео је да са својим синовима продре у Цариград, 1. јула 1379. године. Андроник IV успео је да се на време склони у пријатељску ђеновљанску Галату. Са собом је, као таоце, повео своју мајку Јелену (Кантакузин), њене две сестре, своје тетке, и њиховог оца, већ дубоко времешног старца, монаха Јоасафа, свога деду по мајци, некада моћног ромејског цара, Јована VI Кантакузина (1347-1354). Царица-мајка Јелена је још за време Андрониковог владања навукла на себе сумњу свог сина да сарађује са утамниченим мужем и млађим синовима. Изгледа да се то подозрење и обистинило, јер је највероватније одиграла извесну улогу приликом ослобађања и бекства свог мужа.

### Продужени сукоб и породични споразум (1381-1382)
Суочен, након преузимања власти у престоници, са својим обећањима датим турском владару, василевс је, баш као и његов најстарији син три године раније, морао да их испуњава. У име Ромејског царства као укореног турског вазала, престолонаследник Манојло је имао обавезу да „сваке године долази на Порту с уговореним данком и помоћним трупама, да би пратио султана куда год овај нареди”. Ипак, западање у тако безнадежан и очајан положај онога што је преостало од некадашњег Царства није био крај породичног сукоба. Он се продужио још за наредне две године, све до маја 1381. Његови детаљи, као и детаљи вођења мировних преговора, историјској науци нису познати. Сачуван је једино крајњи резултат тог процеса – породични споразум усаглашен 4. маја 1381. године. Он је ратификован од стране синода цариградске патријаршије, а потом и допуњен одредбама „ширег међународног споразума којим је била обухваћена и Ђенова”. Међутим, неке њихове одредбе су међусобно неусаглашене и неповезане, што додатно отежава њихово синтетичко разумевање. Основе одредбе се ипак дају разазнати и оне предвиђају да:
1.      Андроник IV добија апанажу на територији уз европски појас Пропонтиде – градове Панидос, Радосто, Хераклеју и Селимврију;
2.      Андроник IV бива одређен за законитог наследника ромејског царског престола, с правом да га његов млади син Јован (VII) наследи;
3.      Ромејско царство неће склапати одбрамбене савезе против османске државе, али може то да чини против било које друге силе.

### Последице
Само на основу одредби, а камоли сагледавајући реално стање ствари које је овај договор произвео, јасно пада у очи да је османски владар Мурат I имао одлучујућег утицаја приликом његовог склапања. Османлије су њиме привезале Цариград још ближе уза се и учиниле га зависнијим; унели клицу будућих породичних раздора унутар куће Палеолога будући да се легално и легитимно право наслеђа другог царевог сина Манојла, непоколебљиво верног и послушног своме оцу, стечено крунисањем 1373, прећуткује и заобилази у корист Андрониковог малолетног сина Јована (VII); ионако минорни остаци Царства подељени су „у више посебних области под управом појединих чланова царске породице”, понекад више зависних од Турака, неголи од Цариграда, баш као што је био случај са Андрониковом апанажом.